# Olha Kobîleanska
Olha Iulianivna Kobîleanska (în ucraineană Ольга Юліанівна Кобилянська; n. 27 noiembrie 1863, Gura Humorului, Austro-Ungaria – d. 21 martie 1942, Cernăuți, România) a fost o scriitoare ucraineană și sovietică, reprezentantă a curentului literar modernist.
Romanele sale explorează stările stările sufletești specifice micii burghezii intelectuale de la sfârșitul secolului al XIX-lea și pledează pentru emanciparea femeii.

## Biografie

### Origine
Olha Kobîleanska s-a născut la data de 27 noiembrie 1863, în familia unui funcționar de confesiune greco-catolică din orașul Gura Humorului din Ducatul Bucovina, care se afla în acea vreme în componența Imperiului Austriac. A fost al patrulea copil al lui Iulian Kobîleanskîi și al soției sale, Maria Werner.
Tatăl ei era născut în Galiția. Mama sa, Maria Werner, provenea dintr-o familie germană, fiind verișoară cu poetul romantic german Zacharias Werner. În semn de dragoste pentru soțul ei, ea a învățat limba ucraineană, a adoptat confesiunea greco-catolică ucraineană și și-a educat toți copiii într-o atmosferă de respect față de poporul ucrainean.
Unul dintre frații Olhăi, Stepan, a devenit pictor-portretist, realizând în 1910 și un portret al surorii sale, iar un alt frate, Iulian, a devenit un filolog cunoscut și autorul al mai multor cărți în limba latină.

### Primii ani
În ciuda venitului mic al tatălui, toți cei cinci fii au primit o educație aleasă. Totuși, cele două fiice au absolvit doar patru clase de școală elementară, deoarece în acea perioadă predomina concepția că locul femeii este acasă.
Olha a moștenit cele mai importante calități ale părinților ei. De la tatăl său, care rămăsese orfan la o vârstă fragedă, ea a moștenit pasiunea pentru lucru și voința de a obține ceea ce își dorea. Sub îndrumarea mamei sale, o femeie blândă de origine polono-germană care era înclinată către arte, ea a învățat să aprecieze frumusețea naturii, muzica și literatura.
Crescând în peisajul Munților Carpați, tânăra fată care avea un spirit sensibil a răspuns intens frumuseții cu care era înconjurată. Dragostea față de natură nu era egalată decât de pasiunea pentru muzică. Ambele pasiuni au ieșit în evidență în viitoarele ei scrieri.
Olha Kobîleanska a fost autodidactă, urmând doar patru ani de școală în limba germană. În afară de germană, ea vorbea ucraineana și poloneza.
Prin anul 1868 s-a mutat cu familia la Suceava unde tatăl său a obținut un post. Acolo s-a întâlnit cu Olha Ustyiamovych, fiica scriitorului ucrainean Mîkola Ustîiamovîci. În 1889 s-a mutat la casa mamei sale din satul Dimca (azi în raionul Adâncata, regiunea Cernăuți). În 1973 s-a deschis acolo un muzeu în memoria sa.
Începând din anul 1880, ea și-a publicat primele sale opere literare în limba germană, limba oficială din Bucovina acelor vremuri. Fiind școlită în limba germană, scrierile sale erau majoritatea traduceri în limba germană ale scriitorilor din diferite părți ale lumii. Înconjurată în eforturile sale de către frații săi și de sora sa mai mare, tânăra Olga a început să scrie poezii și nuvele în limba germană.
În anul 1884, Kobîleanska a intrat sub influența Nataliei Kobrînska, teoreticiana de frunte a mișcării femeilor din Ucraina, și a Sofiei Okunevska, prima femeie medic din Austro-Ungaria, care a împărțit cu generozitate Olgăi cunoștințele ei și perspectivele pe care le-a avut în străinătate. Recunoscând talentul Olhăi, cele două femei au încurajat-o să citească scrieri filozofice și să se dedice scrierii în limba ucraineană.

### Perioada cernăuțeană

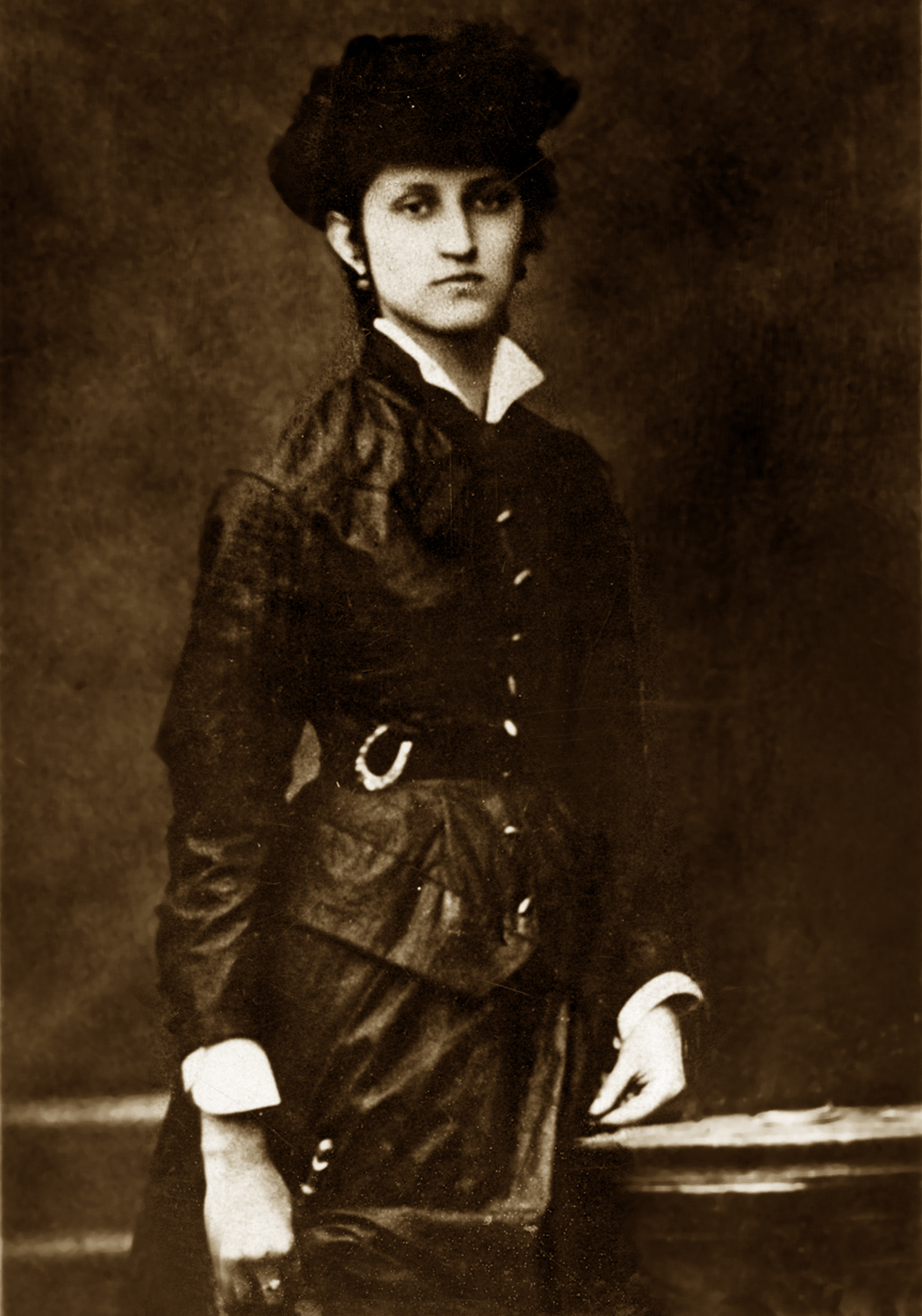
Olha Kobîleanska

Începând din anul 1891, ea s-a mutat în orașul Cernăuți. Călătoriile sale și relațiile dezvoltate cu scriitorii ucraineni Lesea Ukrainka, Natalia Kobrînska, Osîp Makovei, Ivan Franko, Vasil Stefanik și Mihailo Koțiubinski au dus la schimbarea vederilor sale culturale și politice, implicându-se în mișcarea femeilor ucrainene din Bucovina și a început să scrie în limba ucraineană. Inițial, ea a continuat să scrie în limba germană și apoi să-și traducă scrierile în ucraineană, sau să ceară traducerea lor de către anumiți autori. Acest fapt determină existența mai multor versiuni ale unor scrieri, diferite de la o limbă la alta.
Prin intermediul prieteniei cu Kobrînska și Okunevska, Kobîleanska s-a implicat în mișcarea feministă din Ucraina, ținând discursuri și scriind articole. Conform propriei sale viziuni, pentru a duce o viață armonioasă, înțeleaptă și morală, nu doar femeile, ci și bărbații trebuiau să își ridice permanent nivelul spiritual, intelectual și cultural.
În anul 1899, după mutarea sa în orașul Cernăuți, ea a stabilit o prietenie strânsă cu Ievheniia Iaroșînska, a participat activ la cercurile literare ucrainene și a dezvoltat legături apropiate cu scriitori ucraineni de marcă ca de exemplu Lesea Ukrainka, Vasil Stefanik și Mihailo Koțiubinski.

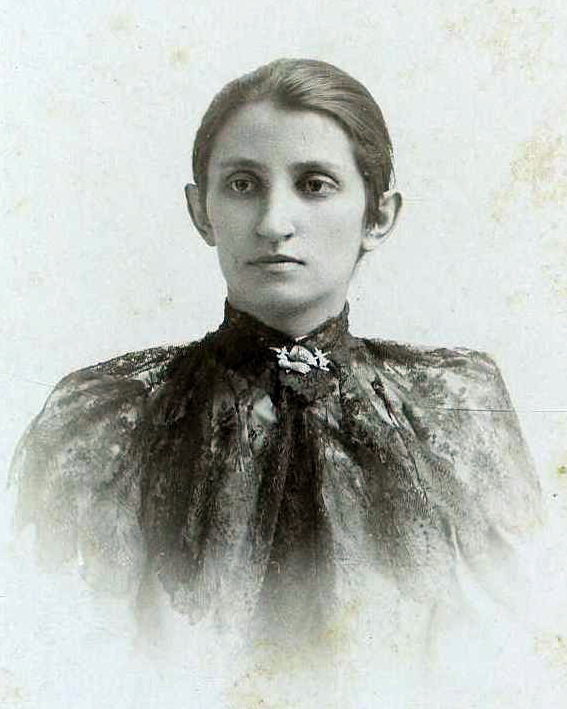
Olha în 1894

În anul 1903, a devenit parțial paralizată și nu a mai putut participa la evenimentele comunității. Sănătatea sa s-a deteriorat în mod continuu în perioada primului război mondial și, în anul 1925, ea a călătorit la Praga pentru a urma un tratament medical, fiind primită cu multă căldură de către expatriații ucraineni de acolo. Scrierile sale au influențat mișcarea femeilor ucrainene din America de Nord și, ulterior, când s-a aflat în nevoie, a primit ajutoare financiare de la mai multe organizații ale femeilor ucrainene din străinătate.
Kobîleanska a susținut Revoluția Bolșevică și s-a opus Unirii Bucovinei cu România, motiv pentru care a fost persecutată de autoritățile române. În perioada interbelică a trăit în sărăcie, confruntându-se marginalizare culturală, prețuri mari și absența propriei locuințe, locuind pe la rude. Conform propriilor scrisori, în case era frig, iar ea nu avea un venit stabil. A colaborat cu presa naționalistă ucraineană și a militat pentru secesiunea Bucovinei de România și alipirea ei la Ucraina (fie independentă, fie sovietică). În 1927, pe când trăia în România, a fost primită în Uniunea Scriitorilor din toată Rusia (precursoarea Uniunii Scriitorilor Sovietici) și a început să primească o pensie de la statul sovietic. Lucrările ei au început să fie tipărite și promovate în RSS Ucraineană. Kobîleanska a declarat "ne vom descurca într-un fel sau altul, dacă nu vin bolșevicii". În 1940, când trupele sovietice au ocupat Bucovina de Nord, ea i-a susținut pe sovietici. A primit cetățenie sovietică și a fost reconfirmată în Uniunea Scriitorilor Sovietici Ucraineni. În 1941, când România a recuperat teritoriul, din cauza problemelor de sănătate, nu a putut pleca din Cernăuți. Apartamentul ei a fost percheziționat, mai multe lucrări și manuscrise fiindu-i confiscate și dispărând fără urmă. Guvernul român a ordonat ca scriitoarea să fie judecată de un tribunal militar. Procesul nu s-a soluționat deoarece, pe 21 martie 1942, Olga Kobîleanska a decedat, la vârsta de 78 de ani, în Cernăuți. Autoritățile române le-au interzis ucrainenilor să participe la înmormântarea acesteia, fiind prezente numai rudele.
În cariera sa, Olha Kobîleanska a creat un număr mare de povestiri scurte, poeme epice, nuvele și romane. La sfârșitul primului deceniu al secolului al XX-lea, ea a fost recunoscută ca fiind una dintre cele mai mari prozatoare ale școlii moderniste ale literaturii ucrainene.

## Opera literară

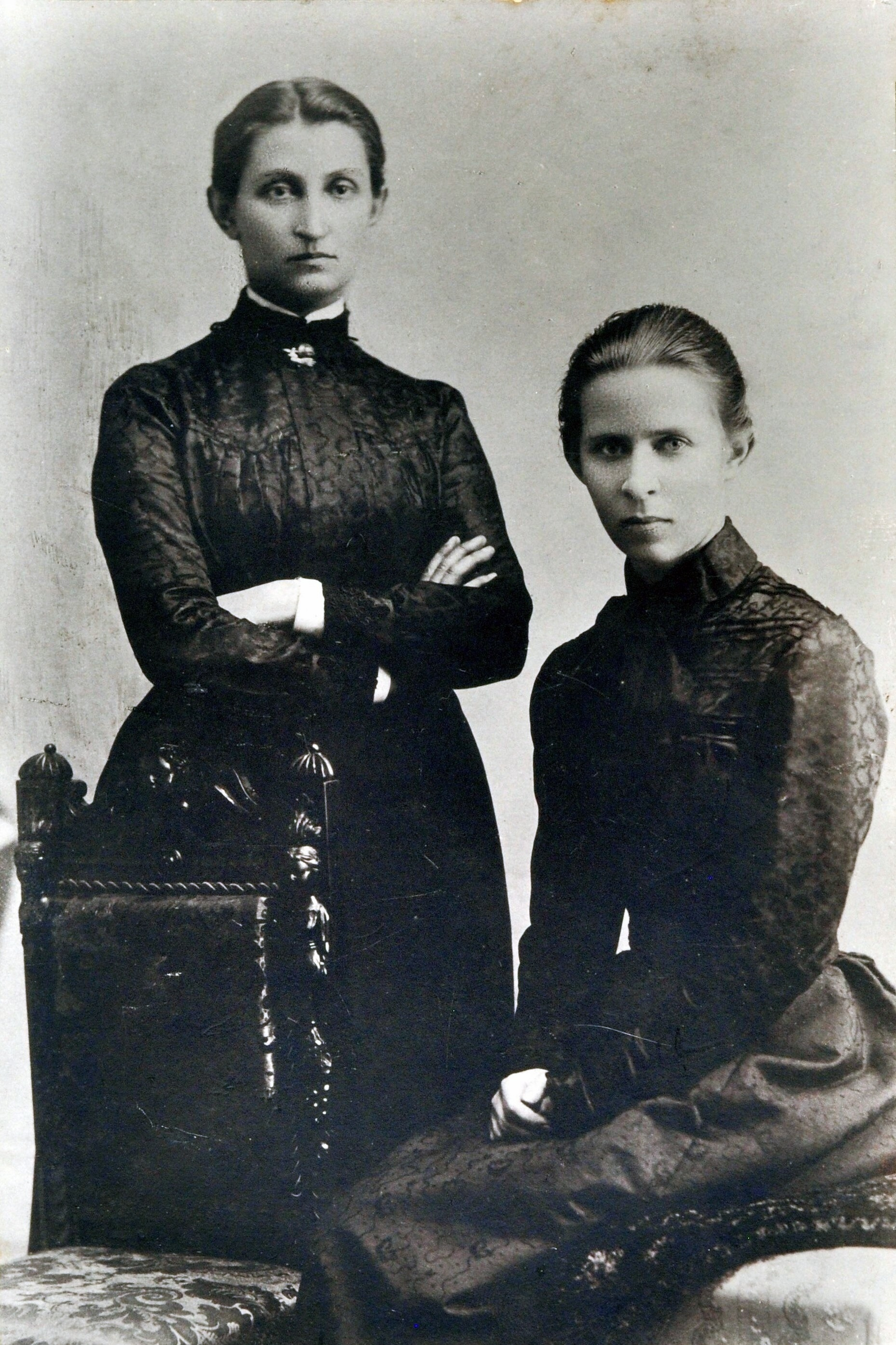
Olha Kobîleanska și Lesea Ukrainka (1901).

Olha Kobîleanska și-a început cariera literară cu povestirea "Liudina" publicată în revista Zorea (în ucraineană Зоря) din Liov. A devenit o susținătoare a independenței și emancipării femeilor în romanul său "Țarivna" (Cernăuți, 1895). După aceasta, Kobîleanska a publicat aproape 20 de nuvele și romane, cele mai cunoscute dintre ele fiind: "Natura" (1895), „Bătălia" (1896), „Analfabeta" (1897), "Valse melancolique" (1898) și Pământ (1901).
Apariția Olhăi Kobîleanska pentru prima oară în ziarele de limbă ucraineană în anul 1894 a fost primită favorabil atât în Ucraina de Vest, cât și în cea de Est. Lucrările sale au început să fie traduse în limba rusă de către autori ca Olena Pcilka. În compensație, Kobîleanska a tradus literatura ucraineană în germană, inclusiv operele lui Pcilka, Kobrînska și Ukrainka.
Kobîleanska a obținut aprecierea din partea contemporanilor cu romanul Țarivna ("Prințesa"), scris sub forma unui jurnal. Publicat în anul 1896, acesta este unul dintre primele încercări ale unui scriitor ucrainean de a scrie un roman psihologic în care evenimentele sunt prezentate prin intermediul experienței interioare al tinerei femei mândre, morale, inteligente și rafinate.
Această eroină, ca și multe din protagonistele romanelor Olhăi Kobîleanska, prezintă o filosofie de viață asemănătoare cu cea a autoarei, sensibilitatea sa rafinată, simțurile sale estetice, dar și dezgustul său față de vulgaritatea și materialismul vieții în care trăia. Într-adevăr, se spune că așteptările pe care le avea Kobîleanska de la oameni erau așa de ridicate încât ea avea doar puține prietene apropiate și nu a fost niciodată căsătorită deoarece a eșuat în găsirea perechii ideale.

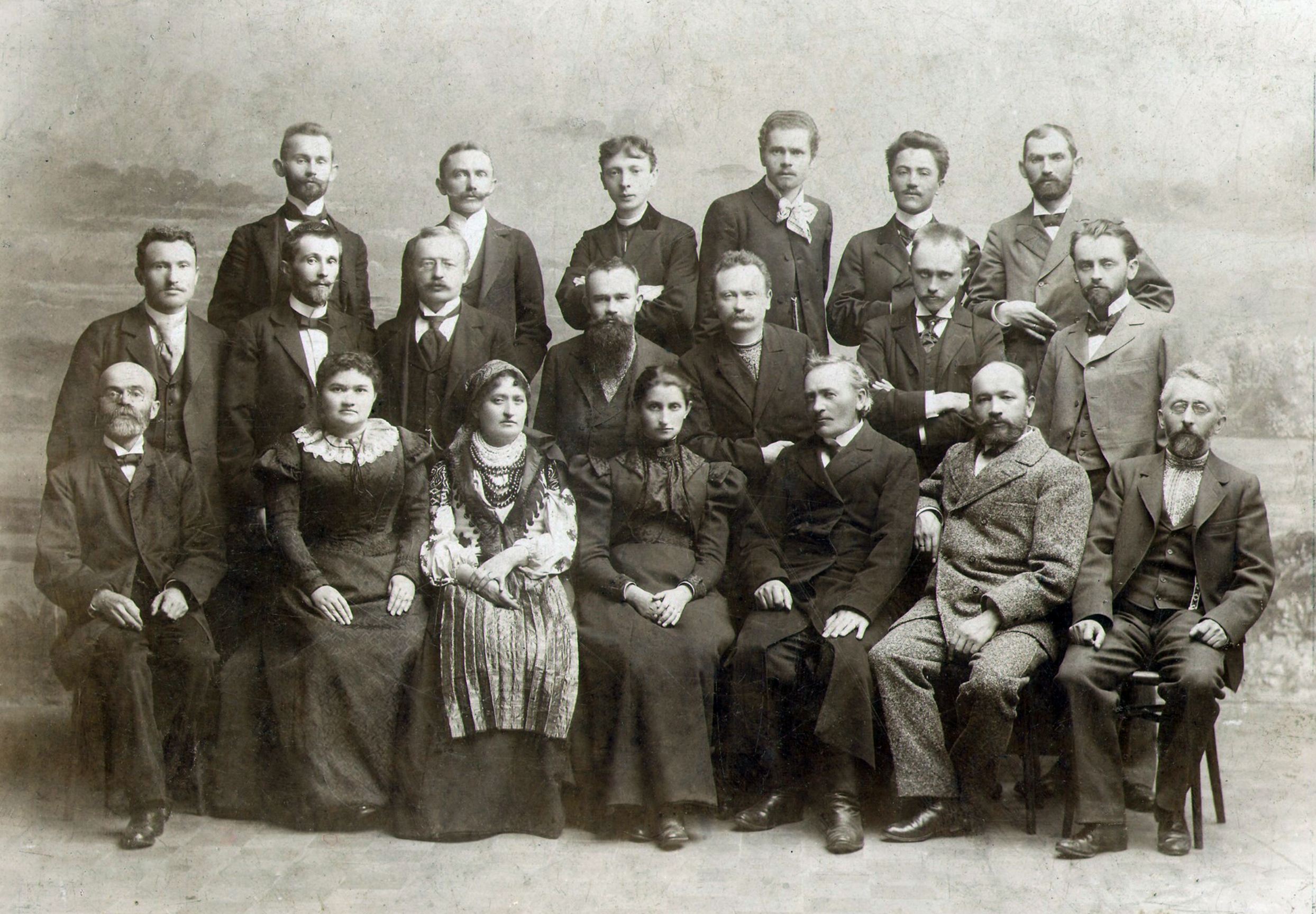
Kobîleanska (centru jos) la Congresul Scriitorilor din Liov din anul 1898. Deasupra umărului ei stâng este Ivan Franko. Aproape de umărul ei drept, cu ochelari și cravată, este Osîp Makovei.

Multe din operele sale – inclusiv romanele Liudîna („O persoană”, 1891) și Țarivna („Prințesa”, 1895) – au ca personaje principale femei educate și emancipate, care sunt oprimate de către o societate filistină, provincială. În aceste lucrări se observă o serie de elemente semiautobiografice, influența scriitorilor George Sand și Friedrich Nietzsche fiind evidentă. Simbolistă de factură neoromantică, ea a descris lupta dintre bine și rău și forța mistică a naturii (în povestirea scurtă „Bătălia” („Bîtva”), predestinarea, magia și iraționalul în multe din nuvelele sale care descriu viața țărănească, dar și în romanele sale cele mai cunoscute Pământ (1901) și Duminica dimineața ea a cules ierburi (V nediliu rano zillia kopala, 1909). Opera sa este cunoscută prin descrierile sale lirice, impersonale ale naturii și prin portetizările psihologice subtile.
Opera Olhăi Kobîleanska a fost publicată în mai multe ediții. Colecția sa de opere integrale a fost publicată în 2 rânduri: în perioada 1927–1929 (9 vol.) și 1962–1963 (5 vol.).

## Aprecieri postume

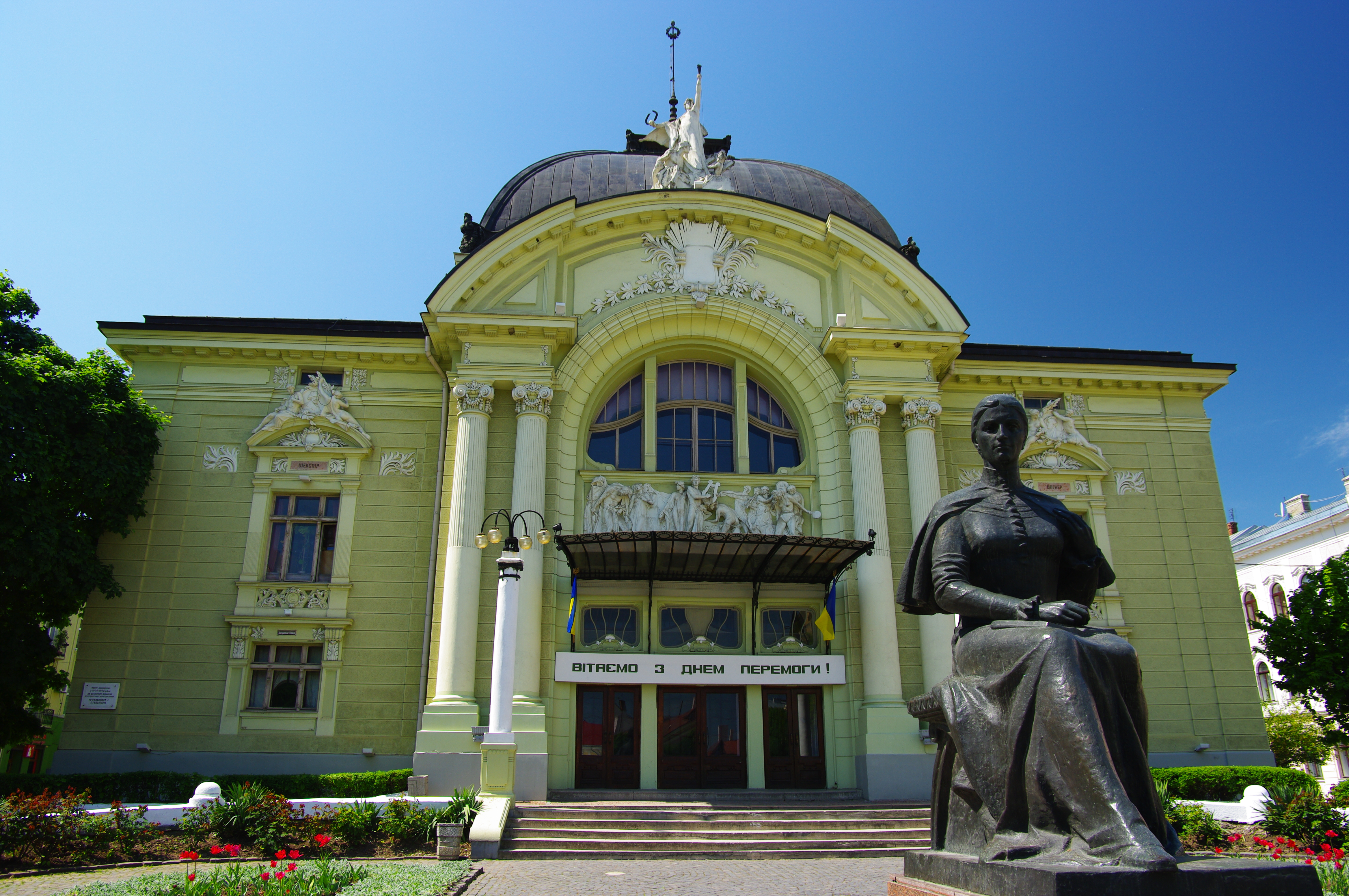
Teatrul din Cernăuți

După moartea scriitoarei, în anul 1944, s-a deschis la Cernăuți un muzeu literar memorial.
După ocuparea Bucovinei de către URSS, strada centrală din orașul Cernăuți, inițial denumită Strada Iancu Flondor, a primit denumirea de Strada Olha Kobîleanska, iar Teatrul Muzical-Dramatic (care purta numele scriitorului german Friedrich Schiller înainte de unirea Bucovinei cu România din 1918) a devenit Teatrul Olha Kobîleanska. De asemenea, în memoria sa, a fost ridicat un monument în acest oraș.

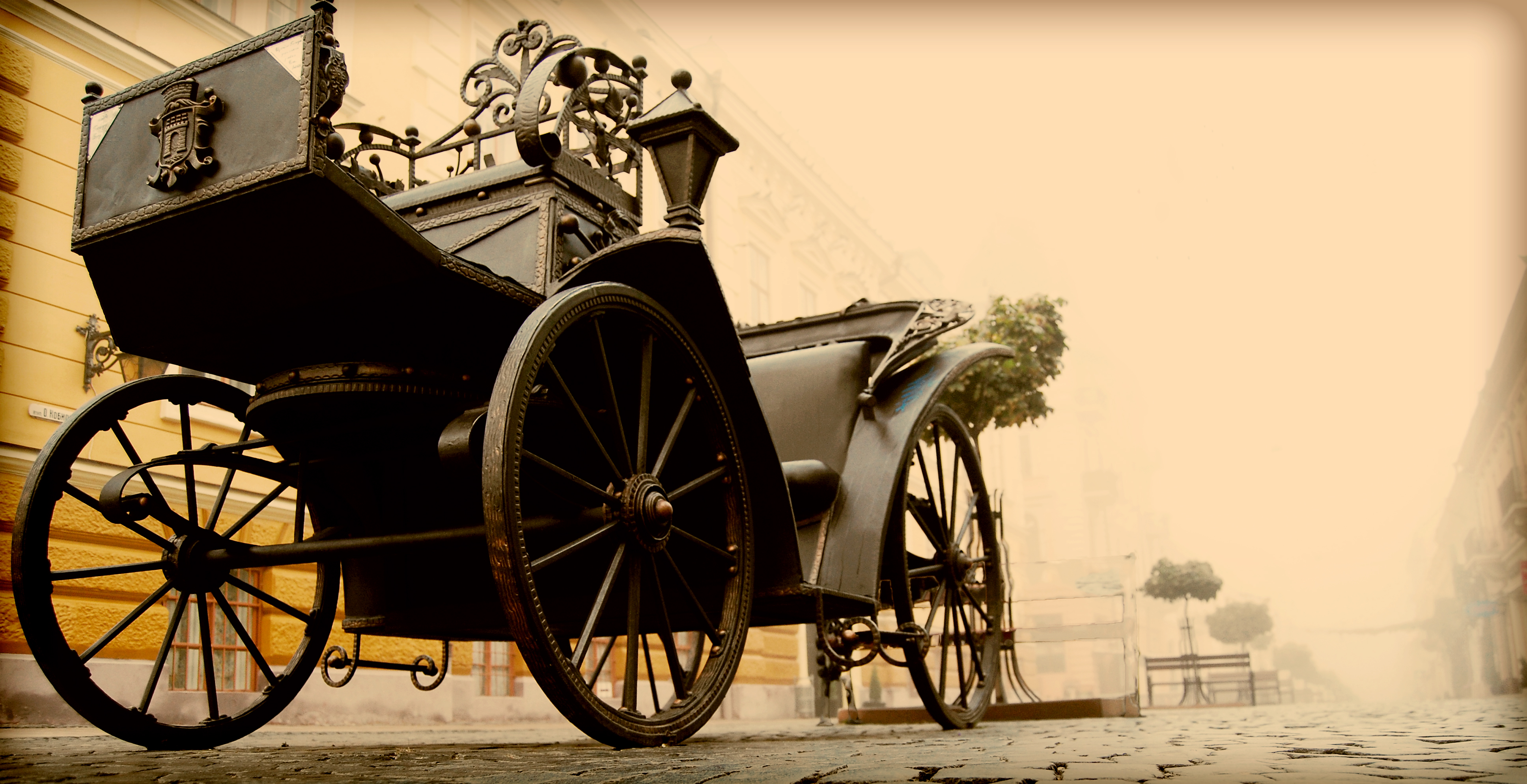
Strada Kobyleanska din Cernăuți

În anul 2003, în orașul natal al scriitoarei, Gura Humorului, a fost instalat bustul scriitoarei ucrainene Olha Kobîleanska, odată cu aniversarea a 140 de ani de la nașterea sa. Bustul a fost realizat în Ucraina având înscris pe soclul său semnătura scriitoarei.
În prezent, două romane ale Olhăi Kobîleanska și anume: Zemlea și U nediliu rano zillia kopala figurează în materia pentru examenul de bacalaureat pentru disciplina Limba ucraineană, conform programei elaborate de către Ministerul Educației și Cercetării din România.

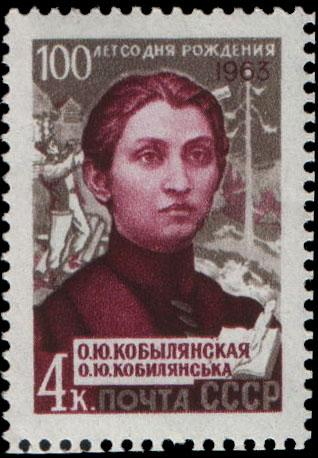
Timbru poștal sovietic din 1963 cu Olha Kobîleanska

## Lucrări publicate
- La Sânt Ion ("У св. Івана") (1890)
- O persoană ("Людина") (1891)
- Prințesa ("Царівна") (Cernăuți, 1895)
- Natura ("Природа") (1895)
- Bătălia ("Битва") (1896)
- Analfabeta ("Некультурна") (1897)
- Valse melancolique ("Меланхолійний вальс") (1898)
- Pământ ("Земля") (1901)
- Duminica dimineața ea a cules ierburi ("В неділю рано зілля копала") (1909)
- Banca sătească ("Банк рустикальний")
- Pe câmp ("На полях")
- E timpul ("Час")

## Traduceri în limba română
- Olga Kobîleanska - Pămînt (Ed. pentru Literatură Universală, București, 1964) - traducere din limba rusă de Marcel Gafton și Eugen Mihaiciuk; conține romanul Pământ și povestirile „Peste hotar”, „Banca sătească” și „La Sînt Ion”; 352 p.; tiraj 8.125 exemplare